# PSMD11
 (mai 2025).
La sous-unité régulatrice 11 non ATPase du protéasome 26S est une enzyme codée chez l'humain par le gène PSMD11,,.

## Fonction
Le protéasome 26S est un complexe protéase multicatalytique à la structure hautement ordonnée, composé de deux complexes : un cœur 20S et un régulateur 19S. Le cœur 20S est composé de quatre anneaux de 28 sous-unités non identiques ; deux anneaux sont composés de 7 sous-unités alpha et deux anneaux de 7 sous-unités bêta. Le régulateur 19S est composé d'une base, contenant 6 sous-unités ATPase, 2 sous-unités non ATPase et d'un couvercle, contenant jusqu'à 10 sous-unités non ATPase. Les protéasomes sont distribués en forte concentration dans les cellules eucaryotes et clivent les peptides selon un processus ATP/ubiquitine-dépendant, par une voie non lysosomale. Une fonction essentielle d'un protéasome modifié, l'immunoprotéasome, est le traitement des peptides du CMH de classe I. Ce gène code une sous-unité non ATPase du régulateur 19S

## Importance clinique
Le protéasome et ses sous-unités revêtent une importance clinique pour au moins deux raisons : 
1. un assemblage complexe compromis ou un protéasome dysfonctionnel peut être associé à la physiopathologie sous-jacente de maladies spécifiques ;
2. ils peuvent être exploités comme cibles thérapeutiques.

Plus récemment, des efforts accrus ont été déployés pour intégrer le protéasome au développement de nouveaux marqueurs et stratégies diagnostiques. Une meilleure compréhension de la physiopathologie du protéasome devrait déboucher sur des applications cliniques à l’avenir.
Les protéasomes constituent un élément essentiel du système ubiquitine-protéasome (SUP) et du contrôle de la qualité des protéines cellulaires (CQP) correspondant. L’ubiquitination des protéines, puis la protéolyse et la dégradation par le protéasome sont des mécanismes importants dans la régulation du cycle cellulaire, de la croissance et de la différenciation cellulaires, de la transcription génétique, de la transduction de signal et de l’apoptose. Par la suite, un assemblage et une fonction compromis du complexe protéasome entrainent une réduction des activités protéolytiques et l'accumulation de protéines endommagées ou mal repliées. Cette accumulation de protéines pourrait contribuer à la pathogenèse et aux caractéristiques phénotypiques des maladies neurodégénératives,, des maladies cardiovasculaires,,, des réponses inflammatoires et des maladies auto-immunes, ainsi qu'aux lésions systémiques de l'ADN conduisant à des tumeurs malignes.
Plusieurs études expérimentales ou cliniques ont révélé que les aberrations ou dérégulations du SUP contribuent à la pathogenèse de plusieurs troubles neurodégénératifs et myodégénératifs, notamment la maladie d'Alzheimer, la maladie de Parkinson et la maladie de Pick, la sclérose latérale amyotrophique (SLA), la maladie de Huntington, la maladie de Creutzfeldt-Jakob, et les maladies des motoneurones, les maladies à polyglutamine (PolyQ), les dystrophies musculaires et plusieurs formes rares de maladies neurodégénératives associées à la démence. En tant que partie du système ubiquitine-protéasome (SUP), le protéasome maintient l'homéostasie des protéines cardiaques et joue ainsi un rôle important dans les lésions ischémiques cardiaques, l'hypertrophie ventriculaire (en) et l'insuffisance cardiaque.
De plus, de nombreux indices témoignent de l'implication du SUP dans le développement de tumeurs malignes. La protéolyse SUP joue un rôle majeur dans les réponses des cellules cancéreuses aux signaux de stimulation qui sont essentiels au développement du cancer. En conséquence, l'expression génique par dégradation de facteurs de transcription, tels que p53, c-jun (en), c-Fos, NF-κB, C-myc, HIF-1α, MATα2, STAT3, les protéines de liaison aux éléments régulés par les stérols et les récepteurs des androgènes sont toutes contrôlées par le SUP et donc impliquées dans le développement de diverses tumeurs malignes. De plus, le SUP régule la dégradation des produits des gènes suppresseurs de tumeurs tels que la polypose adénomateuse colique (PAC) dans le cancer colorectal, le rétinoblastome (Rb) et le suppresseur de tumeur de von Hippel-Lindau (en) (VHL), ainsi qu'un certain nombre de protooncogènes (Raf (en), Myc, Myb (en), Rel, Src, Mos, ABL1 (en)). Le SUP est également impliqué dans la régulation des réponses inflammatoires. Cette activité est généralement attribuée au rôle des protéasomes dans l'activation de NF-κB, qui régule l'expression de cytokines proinflammatoires telles que le TNF-α, l'IL-β, l'IL-8, les molécules d'adhésion (ICAM-1, VCAM-1 (en), sélectine P), les prostaglandines et l'oxyde nitrique (NO). De plus, le SUP joue également un rôle dans les réponses inflammatoires en tant que régulateur de la prolifération leucocytaire, principalement par la protéolyse des cyclines et la dégradation des inhibiteurs de CDK. Enfin, les patients atteints de maladies auto-immunes telles que le LES, le syndrome de Sjögren et la polyarthrite rhumatoïde (PR) présentent principalement des protéasomes circulants qui peuvent être utilisés comme biomarqueurs cliniques.
Les niveaux d'expression génétique des sous-unités protéasomales (PSMA1 (en), PSMA5, PSMB4, PSMB5 (en) et PSMD1 (en)) ont été étudiés chez 80 patients atteints de tumeurs pulmonaires neuroendocrines et comparés à ceux des témoins. L'étude a démontré que l'ARNm de PSMB4 était significativement associé à l'activité proliférative de ces tumeurs. Cependant, un rôle de PSMA5 a également été identifié dans ces tumeurs pulmonaires neuroendocrines. La protéine PSMA5 a également été associée à la biosynthèse de l'acide linoléique conjugué (CLA) dans le tissu mammaire.